# Rahman Buğra Çağıran
Rahman Buğra Çağıran (* 1. Januar 1995 in Gümüşhane) ist ein türkischer Fußballspieler, der bei Yeni Malatyaspor unter Vertrag ist.

## Karriere

### Verein
Çağıran begann mit dem Vereinsfußball in der Jugendabteilung von Trabzonspor. Dort erhielt er im August 2014 einen Profivertrag, wurde aber ein Tag nach der Vertragsunterschrift an den Viertligisten Arsinspor ausgeliehen und im Sommer 2015 an diesen abgegeben.
In der Sommertransferperiode 2016 verpflichtete ihn der Zweitligist Yeni Malatyaspor.

### Nationalmannschaft
Çağıran fiel nach den Nationaltrainern der türkischen U-17-Nationalmannschaft auf und wurde das erste Mal im Februar 2012 für die Nationalmannschaft nominiert. Er absolvierte für die U-17 zfünf Begegnungen. Anschließend folgend auch Einsätze für die U-18- und für die U-20-Auswahl seines Landes.